# Švihovská vrchovina
Švihovská vrchovina je geomorfologický celek, tvořící jižní část Plzeňské pahorkatiny. Rozkládá se na jihozápadě Čech, kde zaujímá převážnou část okresu Plzeň-jih a přilehlé oblasti okresů okolních (jihozápad okresu Rokycany, jihovýchodní polovici okresu Plzeň-město, severozápad okresu Klatovy a východní okraj okresu Domažlice. Nejvyšší vrchol tvoří hora Koráb u Kdyně.
Na území Švihovské vrchoviny leží dvě středně velká města, Klatovy a Rokycany, z dalších menších sídel např. Přeštice (při hranici s Plaskou pahorkatinou), Holýšov, Nýrsko, Janovice nad Úhlavou, Starý Plzenec, Blovice, Spálené Poříčí, Mirošov a Hrádek.
Švihovská vrchovina jako celek spadá do povodí řeky Berounky, která však sama protéká mimo popisované území. V rámci celku se vodní toky obecně sbíhají k jeho severnímu okraji, za nímž leží Plzeňská kotlina; vyčleňují se tak tři významnější dílčí povodí: Největší v jihozápadní a centrální části Švihovské vrchoviny vytváří řeka Radbuza se svými pravými přítoky Merklínkou a Úhlavou). Z jihovýchodu území sbírá vody řeka Úslava a severovýchodní okraj Švihovské vrchoviny odvodňuje říčka Klabava.

## Členění
Švihovská vrchovina se z hlediska českého geomorfologického členění dělí na pět podcelků a čtrnáct okrsků:
- VB3-A Chudenická vrchovina
  - VB3-A-a Korábská vrchovina
  - VB3-A-b Poleňská pahorkatina
- VB3-B Merklínská pahorkatina
  - VB3-B-a Roupovská pahorkatina
  - VB3-B-b Líšinská pahorkatina
  - VB3-B-c Merklínská brázda
  - VB3-B-d Vytůňská pahorkatina
- VB3-C Klatovská kotlina
  - VB3-C-a Janovický úval
  - VB3-C-b Bolešinská kotlina
- VB3-D Radyňská vrchovina
  - VB3-D-a Kamýcká vrchovina
  - VB3-D-b Štěnovická vrchovina
  - VB3-D-c Blovická pahorkatina
  - VB3-D-d Bukovohorská vrchovina
- VB3-E Rokycanská pahorkatina
  - VB3-E-a Klabavská pahorkatina
  - VB3-E-b Rokycanská kotlina